# Dolné Kočkovce
Dolné Kočkovce es un municipio del distrito de Púchov en la región de Trenčín, Eslovaquia, con una población estimada a final del año 2024 de 1177 habitantes.
Se encuentra ubicado al noreste de la región, cerca del río Váh (cuenca hidrográfica del Danubio) y de la frontera con la República Checa y la región de Žilina.

## Demografía
| Año        | 1994 | 2004    | 2014    | 2024    |
| ---------- | ---- | ------- | ------- | ------- |
| Población  | 1158 | 1196    | 1226    | 1177    |
| Diferencia |      | +3,28 % | +2,50 % | −3,99 % |

| Año        | 2023 | 2024    |
| ---------- | ---- | ------- |
| Población  | 1176 | 1177    |
| Diferencia |      | +0,08 % |